# Wees niet bang voor mijn lul
Wees niet bang voor mijn lul is een rock-'n-roll-nummer uit 1978 van de Nederlandse skaband Doe Maar. 
Het nummer werd geschreven door Ernst Jansz. De albumversie werd ingezongen door bassist en zanger Piet Dekker, met Carel Copier als tweede stem. Het lied verscheen in 1979 op het naamloze eerste album van de groep. Op de hoes stond een vrijwel naakte Dekker, enkel gekleed in een wijd open lange jas, sokken en met een pet op het hoofd. Het album kwam uit in een periode waarin er nauwelijks markt was voor Nederlandstalige muziek, anders dan schlagers en carnavalskrakers. Johnny Hoes, van platenmaatschappij Telstar, zag echter wel iets in de band en bood een contract aan. Mogelijk had het te maken met Hoes' voorliefde voor  schuine teksten en het vooruitzicht dat Doe Maar dit genre in haar repertoire had, naast dromerige liefdesliedjes en protestliederen.
De tekst is geschreven vanuit het perspektief van de bezitter van het bezongen lichaamsdeel. De bezitter spreekt goedmoedig over zijn lid (« hij is net zo lief als ik ») en geeft advies aan de toehoorder hoe bij eventuele dreiging te handelen (« geef hem niet altijd zijn zin […] lach erom en dan wordt 'ie wel weer krom »). 
Het nummer werd in totaal ten minste drie keer live opgevoerd. De oorspronkelijke bezetting van Doe Maar, die ook verantwoordelijk was voor het eerste album, speelde het nummer tijdens het allereerste optreden in juni 1978 in het Groningse Vera en in februari 1980 voor de VPRO Radio. Nadat Henny Vrienten aan de band werd toegevoegd, als vervanging van Piet Dekker, schoof de muziekstijl van de band op naar ska en werden de meeste nummers van het eerste album - dat een scala aan muziekstijlen bevatte - niet of nauwelijks meer gespeeld.  Voor het afscheidsconcert in 1984 in de Maaspoort in 's-Hertogenbosch. werden de oorspronkelijke bandleden Dekker, Copier en René van Collem ingevlogen om het nummer alsnog een laatste keer te kunnen vertolken.